# Dialogue intercongolais
Le dialogue intercongolais désigne un forum s'ouvrant officiellement le 15 octobre 2001 à Addis-Abeba en Éthiopie durant la deuxième guerre du Congo et réunissant 80 délégués représentant le gouvernement congolais (PPRD), les rébellions (MLC, RCD-Goma, RCD-ML), l'opposition politique et la société civile avec pour objectif de régler le volet politique de l'accord de Lusaka dont le cessez-le-feu n'a pas été respecté après sa signature en juillet 1999. Interrompu à plusieurs reprises, il mène à la ratification de l'accord global et inclusif de Prétoria le 2 avril 2003 à Sun City en Afrique du Sud.